# Activision Anthology
Activision Anthology est une compilation de jeux vidéo éditée par Activision, sortie à partir de 2002 sur Windows, Mac, PlayStation 2, Game Boy Advance, PlayStation Portable, iOS, Android et Pocket PC.

## Liste de jeux
| TITRE                     | Date de sortie originale | Windows | Mac | PS2 | GBA | digiBlast | Android | iOS | PSP | Producteur             | Commentaires                        |
| ------------------------- | ------------------------ | ------- | --- | --- | --- | --------- | ------- | --- | --- | ---------------------- | ----------------------------------- |
| Barnstorming              | 1982                     | oui     | oui | oui | oui | Non       | oui     | oui | oui | Activision             |                                     |
| Beamrider                 | 1983                     | oui     | oui | oui | oui | Non       | oui     | oui | oui | Activision             |                                     |
| Bloody Human Freeway      | N/A                      | oui     | oui | Non | oui | Non       | Non     | Non | Non | Activision             | Version inédite de Freeway          |
| Boxing                    | 1980                     | oui     | oui | oui | oui | Non       | oui     | oui | oui | Activision             |                                     |
| Bridge                    | 1980                     | oui     | oui | oui | oui | Non       | oui     | oui | oui | Activision             |                                     |
| Checkers                  | 1980                     | oui     | oui | oui | oui | Non       | oui     | oui | oui | Activision             |                                     |
| Chopper Command           | 1982                     | oui     | oui | oui | oui | Non       | oui     | oui | oui | Activision             |                                     |
| Commando                  | 1988                     | oui     | oui | oui | Non | Non       | Non     | Non | Non | Activision             |                                     |
| Cosmic Commuter           | 1984                     | oui     | oui | oui | oui | Non       | oui     | oui | oui | Activision             |                                     |
| Crackpots                 | 1983                     | oui     | oui | oui | oui | Non       | oui     | oui | oui | Activision             |                                     |
| Decathlon                 | 1983                     | oui     | oui | oui | oui | Non       | oui     | oui | oui | Activision             |                                     |
| Dolphin                   | 1983                     | oui     | oui | oui | oui | Non       | oui     | oui | oui | Activision             |                                     |
| Dragster                  | 1980                     | oui     | oui | oui | oui | Non       | oui     | oui | oui | Activision             |                                     |
| Enduro                    | 1983                     | oui     | oui | oui | oui | Non       | oui     | oui | oui | Activision             |                                     |
| Fishing Derby             | 1980                     | oui     | oui | oui | oui | Non       | oui     | oui | oui | Activision             |                                     |
| Freeway                   | 1981                     | oui     | oui | oui | oui | Non       | oui     | oui | oui | Activision             |                                     |
| Frostbite                 | 1983                     | oui     | oui | oui | oui | Non       | oui     | oui | oui | Activision             |                                     |
| Grand Prix                | 1982                     | oui     | oui | oui | oui | oui       | oui     | oui | oui | Activision             |                                     |
| H.E.R.O.                  | 1984                     | oui     | oui | oui | oui | oui       | oui     | oui | oui | Activision             |                                     |
| Ice Hockey                | 1981                     | oui     | oui | oui | oui | Non       | oui     | oui | oui | Activision             |                                     |
| Kabobber                  | N/A                      | oui     | oui | oui | oui | Non       | oui     | oui | oui | Activision             | Inédit                              |
| Kaboom!                   | 1981                     | oui     | oui | oui | oui | Non       | oui     | oui | oui | Activision             |                                     |
| Keystone Kapers           | 1983                     | oui     | oui | oui | oui | Non       | oui     | oui | oui | Activision             |                                     |
| Laser Blast               | 1981                     | oui     | oui | oui | oui | Non       | oui     | oui | oui | Activision             |                                     |
| Megamania                 | 1982                     | oui     | oui | oui | oui | oui       | oui     | oui | oui | Activision             |                                     |
| Oink!                     | 1983                     | oui     | oui | oui | oui | Non       | oui     | oui | oui | Activision             |                                     |
| Pitfall!                  | 1982                     | oui     | oui | oui | oui | Non       | oui     | oui | oui | Activision             |                                     |
| Pitfall II: Lost Caverns  | 1984                     | oui     | oui | oui | oui | Non       | oui     | oui | oui | Activision             |                                     |
| Plaque Attack             | 1983                     | oui     | oui | oui | oui | Non       | oui     | oui | oui | Activision             |                                     |
| Pressure Cooker           | 1983                     | oui     | oui | oui | oui | Non       | oui     | oui | oui | Activision             |                                     |
| Private Eye               | 1984                     | oui     | oui | oui | oui | Non       | oui     | oui | oui | Activision             |                                     |
| River Raid                | 1982                     | oui     | oui | oui | oui | Non       | oui     | oui | oui | Activision             |                                     |
| River Raid II             | 1988                     | oui     | oui | oui | oui | Non       | oui     | oui | oui | Activision             |                                     |
| Robot Tank                | 1983                     | oui     | oui | oui | oui | Non       | oui     | oui | oui | Activision             |                                     |
| Seaquest                  | 1983                     | oui     | oui | oui | oui | Non       | oui     | oui | oui | Activision             |                                     |
| Skiing                    | 1980                     | oui     | oui | oui | oui | Non       | oui     | oui | oui | Activision             |                                     |
| Sky Jinks                 | 1982                     | oui     | oui | oui | oui | Non       | oui     | oui | oui | Activision             |                                     |
| Space Shuttle             | 1983                     | oui     | oui | oui | oui | Non       | oui     | oui | oui | Activision             |                                     |
| Spider Fighter            | 1982                     | oui     | oui | oui | oui | Non       | oui     | oui | oui | Activision             |                                     |
| Stampede                  | 1981                     | oui     | oui | oui | oui | Non       | oui     | oui | oui | Activision             |                                     |
| Starmaster                | 1982                     | oui     | oui | oui | oui | Non       | oui     | oui | oui | Activision             |                                     |
| Tennis                    | 1981                     | oui     | oui | oui | oui | oui       | oui     | oui | oui | Activision             |                                     |
| Thwocker                  | N/A                      | oui     | oui | oui | oui | Non       | oui     | oui | oui | Activision             | Inédit                              |
| Activision Prototype #1   | N/A                      | oui     | oui | Non | oui | Non       | Non     | Non | Non | Activision             | Prototype                           |
| Activision Prototype #2   | N/A                      | oui     | oui | Non | oui | Non       | Non     | Non | Non | Activision             | Prototype                           |
| Venetian Blinds           | N/A                      | oui     | oui | Non | oui | Non       | Non     | Non | Non | Activision             | Démo technologique                  |
| Atlantis                  | 1982                     | oui     | oui | oui | Non | Non       | oui     | oui | oui | Imagic                 |                                     |
| Atlantis II               | N/A                      | oui     | oui | Non | Non | Non       | Non     | Non | Non | Imagic                 |                                     |
| Cosmic Ark                | 1982                     | oui     | oui | Non | Non | Non       | Non     | Non | Non | Imagic                 |                                     |
| Demon Attack              | 1982                     | oui     | oui | oui | Non | oui       | oui     | oui | oui | Imagic                 |                                     |
| Dragonfire                | 1982                     | oui     | oui | Non | Non | Non       | oui     | oui | Non | Imagic                 |                                     |
| Fathom                    | N/A                      | oui     | oui | Non | Non | Non       | Non     | Non | Non | Imagic                 |                                     |
| Fire Fighter              | N/A                      | oui     | oui | Non | Non | Non       | Non     | Non | Non | Imagic                 |                                     |
| Laser Gates               | N/A                      | oui     | oui | Non | Non | Non       | Non     | Non | Non | Imagic                 |                                     |
| Moonsweeper               | 1982                     | oui     | oui | oui | Non | Non       | oui     | oui | oui | Imagic                 |                                     |
| No Escape!                | N/A                      | oui     | oui | Non | Non | Non       | Non     | Non | Non | Imagic                 |                                     |
| Baseball                  | 1988                     | oui     | oui | oui | oui | Non       | Non     | Non | Non | Absolute Entertainment | Titre original : Pete Rose Baseball |
| Quick Step                | N/A                      | oui     | oui | Non | Non | Non       | Non     | Non | Non | Imagic                 |                                     |
| Riddle of the Sphinx      | N/A                      | oui     | oui | Non | Non | Non       | Non     | Non | Non | Imagic                 |                                     |
| Shootin' Gallery          | N/A                      | oui     | oui | Non | Non | Non       | Non     | Non | Non | Imagic                 |                                     |
| Sky Patrol                | N/A                      | oui     | oui | Non | Non | Non       | Non     | Non | Non | Imagic                 |                                     |
| Skate Boardin'            | 1987                     | oui     | oui | Non | oui | Non       | Non     | Non | Non | Absolute Entertainment |                                     |
| Solar Storm               | N/A                      | oui     | oui | Non | Non | Non       | Non     | Non | Non | Imagic                 |                                     |
| Star Voyager              | N/A                      | oui     | oui | Non | Non | Non       | Non     | Non | Non | Imagic                 |                                     |
| Subterranea               | N/A                      | oui     | oui | Non | Non | Non       | Non     | Non | Non | Imagic                 |                                     |
| Trick Shot                | 1982                     | oui     | oui | Non | Non | Non       | Non     | Non | Non | Imagic                 |                                     |
| Wing War                  | N/A                      | oui     | oui | Non | Non | Non       | Non     | Non | Non | Imagic                 |                                     |
| Title Match Pro Wrestling | 1987                     | oui     | oui | oui | oui | Non       | Non     | Non | Non | Absolute Entertainment |                                     |
| Tomcat F14                | 1988                     | oui     | oui | oui | oui | Non       | Non     | Non | Non | Absolute Entertainment |                                     |
| Climber 5                 | N/A                      | oui     | oui | Non | oui | Non       | Non     | Non | Non | Homebrew               |                                     |
| Okie Dokie                | N/A                      | oui     | oui | Non | oui | Non       | Non     | Non | Non | Homebrew               |                                     |
| Oystron                   | N/A                      | oui     | oui | Non | oui | Non       | Non     | Non | Non | Homebrew               |                                     |
| Skeleton+                 | N/A                      | oui     | oui | Non | oui | Non       | Non     | Non | Non | Homebrew               |                                     |
| Space Treat Deluxe        | N/A                      | oui     | oui | Non | oui | Non       | Non     | Non | Non | Homebrew               |                                     |
| Vault Assault             | N/A                      | oui     | oui | Non | oui | Non       | Non     | Non | Non | Homebrew               |                                     |
| Video Euchre              | N/A                      | oui     | oui | Non | oui | Non       | Non     | Non | Non | Homebrew               |                                     |

## Accueil
- GameSpot : 7,3/10 (PS2)[1] - 7,5/10 (GBA)[2]
- Jeuxvideo.com : 9/20 (PS2)[3]